# Estación Gálvez (Belgrano)
Gálvez era una estación de ferrocarril ubicada en la ciudad homónima, provincia de Santa Fe, Argentina.
La estación fue habilitada el 15 de julio de  1887 por el Ferrocarril Provincial de Santa Fe. Su clausura se efectuó en 1960.
Sus vías corresponden al ramal F9 del F.C.G.B, siendo esta la estación terminal del ramal.
Conocida también como Estación La Francesa, para diferenciarla con la estación Gálvez del Ferrocarril General Bartolomé Mitre que se encontraba a 200 m.
En su edificio funciona el Museo y archivo histórico de la ciudad.

## Servicios
No presta servicios de pasajeros ni de cargas, sus vías se encuentran desmanteladas